# Секретарский район
Секретарский район — административно-территориальная единица в составе Оренбургской и Чкаловской областей, существовавшая в 1935—1957 годах. Административный центр — село Секретарка.
Секретарский район был образован в январе 1935 года в составе Оренбургской (с 1938 — Чкаловской) области.
По данным 1945 года включал 14 сельсоветов: Аксенскинский, Ибряевский, Кабаевский, Кряжлинский, Мордово-Добринский, Моторинский, Ново-Домосейкинский, Ново-Мертовский, Русско-Кандызский, Секретарский, Сергушкинский, Старовер-Васильевский, Старо-Мертовский и Яковлевский.
14 января 1957 года Секретарский район был упразднён, а его территория объединена с Сок-Кармалинским районом в новый Северный район.